# زامح شائع
زامح شائع (الاسم العلمي: Schizophyllum commune)، فطر من الزامحيات يركب أغصان وجذوع بعض النباتات الحرجية والمثمرة منها الكرز والمشمش والخوخ وقد شوهد على سوق التوت وعلى ثمار التفاح الناضجة الساقطة. يركب القشور المخدوشة أو المعطوبة من لفحة الشمس فيتركز عليها ويرقى بمشيجه حتى الشكير فيفسد التبادل النسغي بعد أن يقضي على الأوعية. هو كثيف التجميع، نحيل النكعة الدقيقة السريعة العطب.

## معرض صور

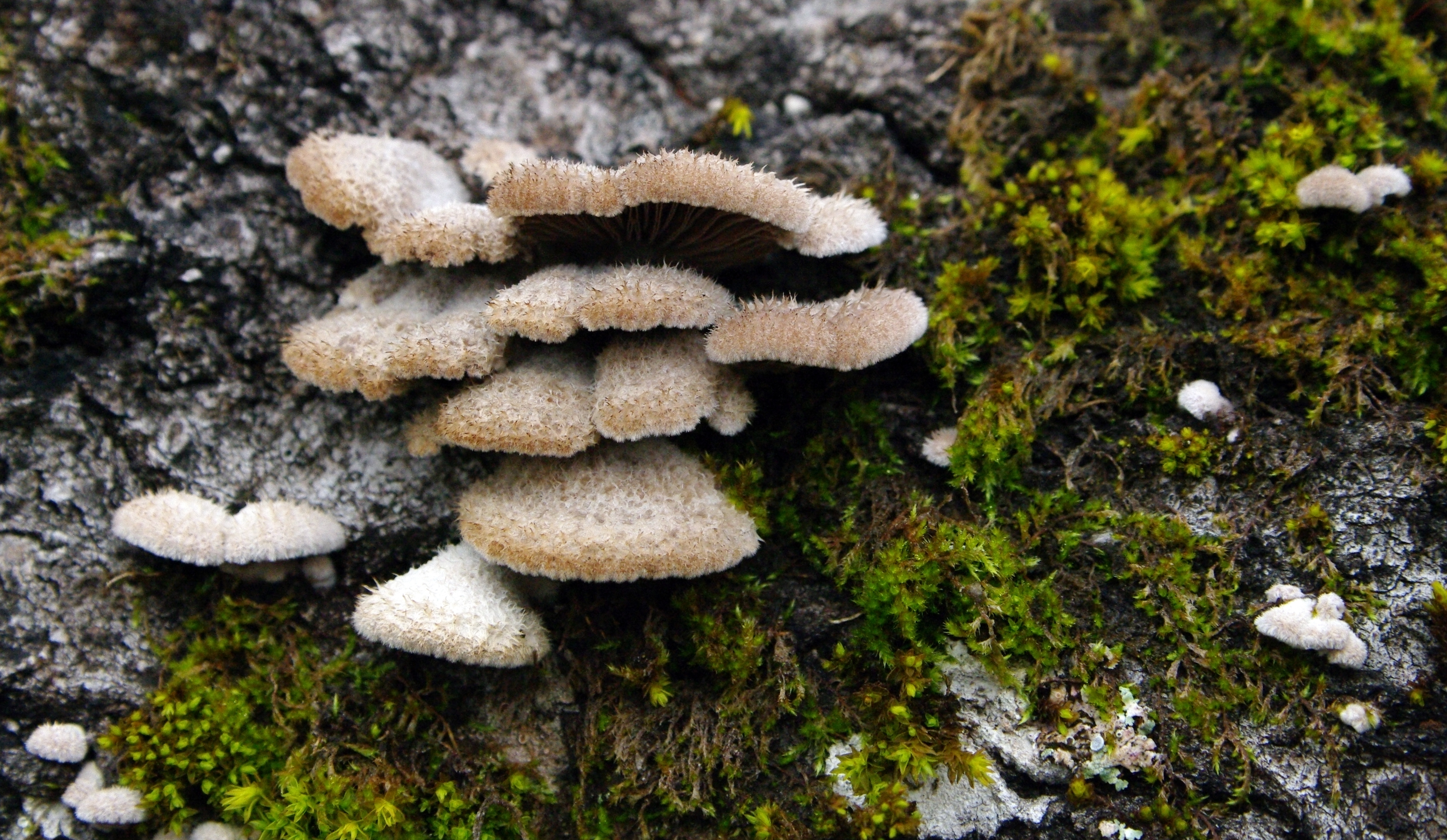
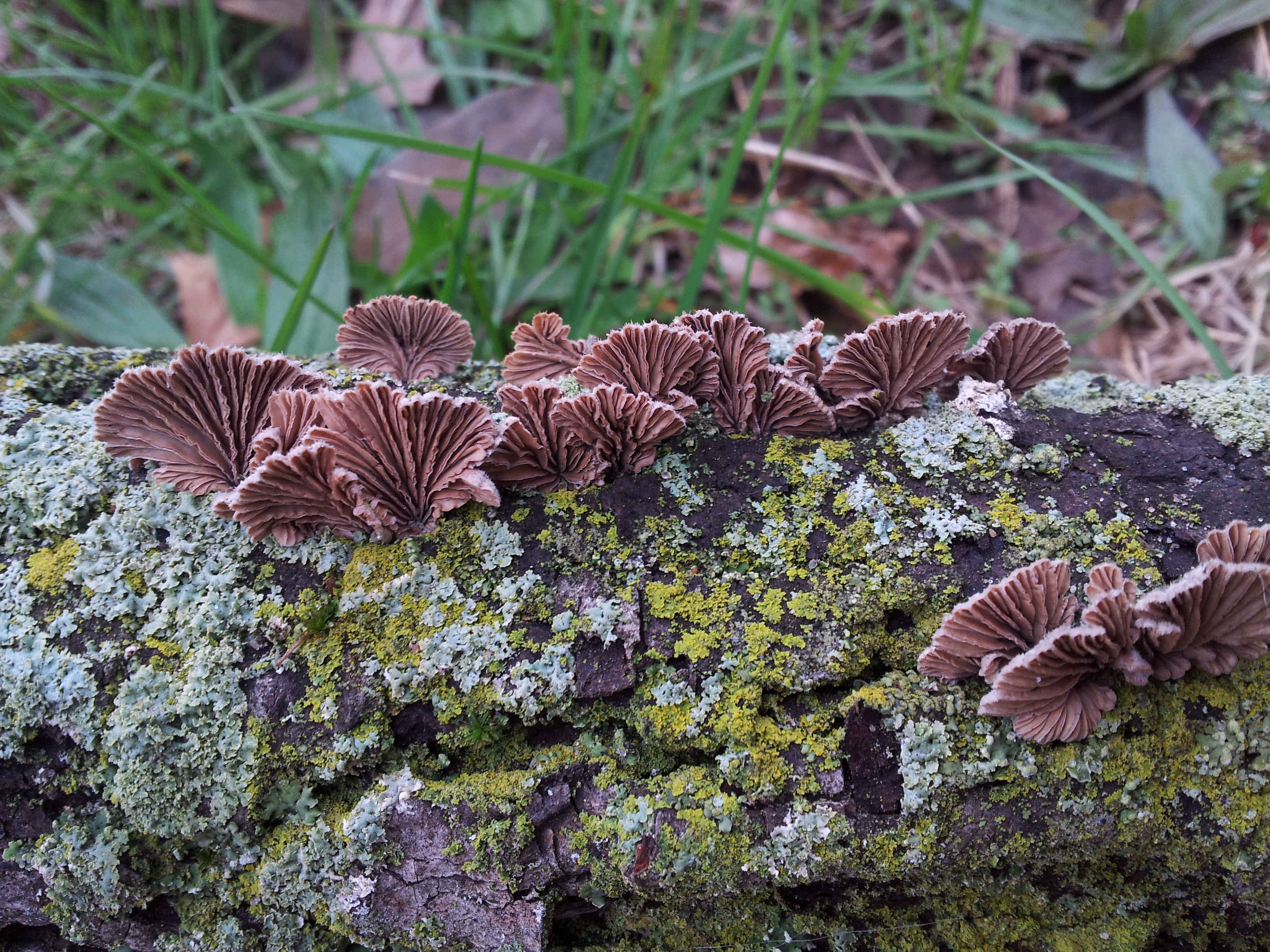
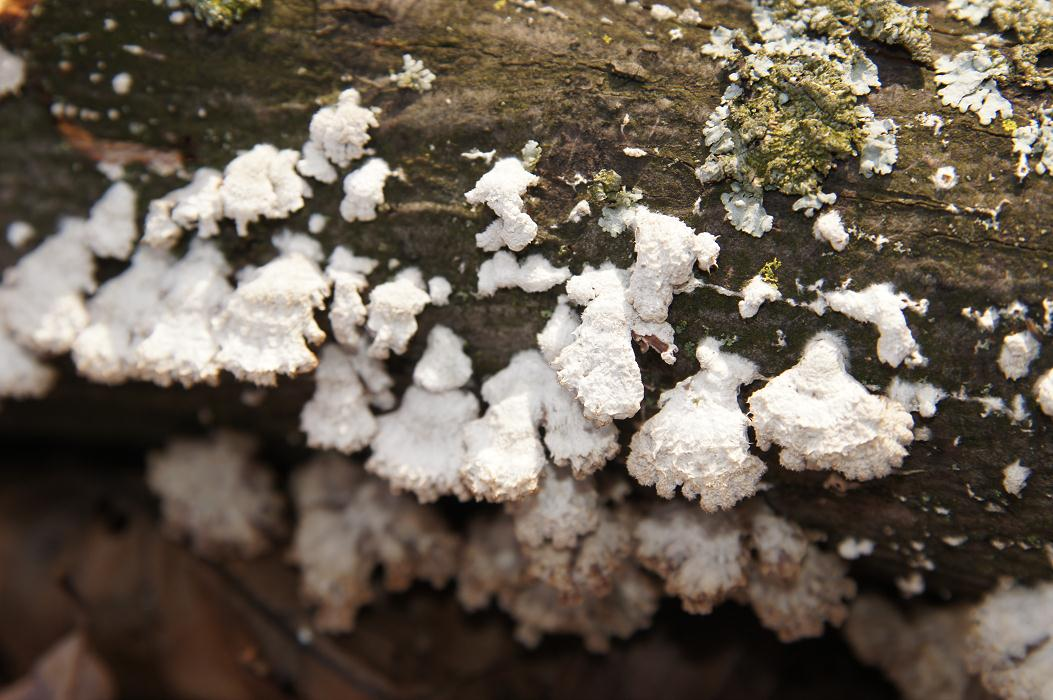
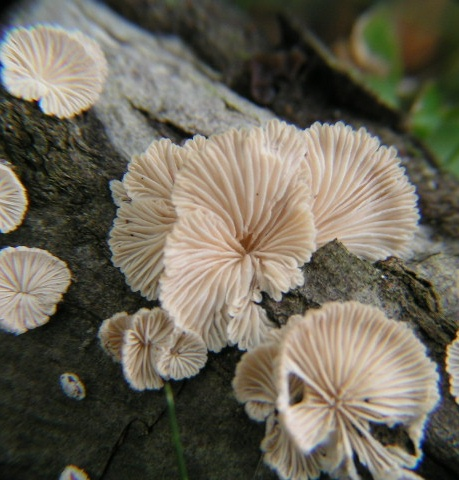